# Læbælte (privilegium)
 For alternative betydninger, se Læbælte. (Se også artikler, som begynder med Læbælte)
Læbælte betegnede de områder omkring en købstad, som i forbindelse med næringsfrihedens indførelse i Danmark i 1857 fik forbud mod visse former for handel og håndværk, som dermed fortsat var forbeholdt købstaden eller handelspladsen. Restriktionen blev ophævet i 1920.